# محمد القويحص
محمد بن عبد الله القويحص أمين العاصمة المقدسة، عضو مجلس الشورى السعودي السابق. شغل مناصب عديدة في أكثر من وزارة قبل توليه أمانة العاصمة المقدسة، وعرف بمجموعة من المشروعات والمقترحات التي قدمها لمجلس الشورى إبان عمله هناك، أبرزها توصية بدل السكن لموظفي الدولة عام 2011. وهو حاصل على درجة البكالوريوس في الهندسة الكيميائية من جامعة الملك فهد للبترول والمعادن عام 1977. عمل بعد تخرجه مهندسًا في مركز الأبحاث والتنمية الصناعية في الدار السعودية للخدمات الاستشارية، ثم تولى منصب مدير عام المشاريع والصيانة بوزارة الصحة عام 1983. عُيّن عام 1986 سفيرًا بوزارة الخارجية، وفي عام 1998 شغل منصب مدير عام بمصلحة المياه والصرف الصحي، وعين مستشارًا بالديوان الملكي قبل أن يصبح عضوًا بمجلس الشورى عام 2001. وفي عام 2017 صدر أمر ملكي بتعيينه أمينًا للعاصمة المقدسة.  

## التعليم
تخرج القويحص عام 1977 من جامعة الملك فهد للبترول والمعادن، حائزًا درجة البكالوريوس في تخصص الهندسة الكهربائية. وخاض عام 1981 تدريبًا في إدارة المشاريع في شركة ليو أدلي أوماها نبراسكا بالولايات المتحدة.

## المسيرة المهنية
عمل القويحص في بداية مسيرته المهنية مهندسًا في مركز الأبحاث والتنمية الصناعية بالدار السعودية للخدمات الاستشارية، تولى بعدها عام 1983 منصب مدير عام المشاريع والصيانة بوزارة الصحة، وفي عام 1986 عُيّن سفيرًا بوزارة الخارجية، ثم شغل منصب مدير عام بمصلحة المياه والصرف الصحي عام 1998، وقد عين مستشارًا بالديوان الملكي قبل أن يصبح عضوًا بمجلس الشورى 2001-2017، وفي عام 2017 صدر أمر ملكي بتعيينه أمينًا للعاصمة المقدسة.
وشغل أيضًا عضوية لجانٍ ومجالس إدارة متعددة، كلجنة المياه والإسكان والمرافق العامة، واللجنة السعودية اليابانية المشتركة، ومجلس الهيئة السعودية للمواصفات والمقاييس، إضافة إلى عضوية مجلس إدارة الهيئة السعودية للمهندسين.